# Sluneční pobřeží
Sluneční pobřeží (bulharsky Слънчев бряг, Slănčev Brjag, anglicky Sunny Beach) je významné přímořské letovisko u Černého moře v Bulharsku.
Již v létě 1960 zde bylo několik desítek hotelů.

## Historie
Výstavba letoviska začala až za vlády komunistické strany v roce 1958 na místě, kde se nacházely pouze dvě staré studně zásobující ve starověku a středověku vodou obci Nesebar.[zdroj⁠?!] Československý tisk informoval již v roce 1959 o tříkilometrové pláži se 17 hotely a 12 000 lůžky, vzniklými na dříve pustém pobřeží. Tato infrastruktura byla určena výhradně pro zahraniční turisty.
Zdejší letovisko se mělo stát alternativou středomořských letovisek pro obyvatele východního bloku. Druhé kolo výstavby začalo koncem 90. let dál od moře a poslední přibližně v roce 2002, kdy hotelům ustoupily i louky a písečné duny. Kolem roku 2017 nastala renovace hotelů.

## Geografie
Sluneční pobřeží se nachází asi 35 km severně od Burgasu v obci Nesebar v Burgaské oblasti vedle Černého moře. Podnebí je zde středomořské. 

## Turismus
Jedná se o největší a nejpopulárnější letovisko v zemi, ve kterém se nachází více než 500 hotelů s minimálně 110 tisíci lůžky. Funguje zde také přes 130 restaurací a množství hudebních a nočních klubů, k nejznámějším patří Cacao Beach Club. Přesto tu žije jen velmi málo stálého obyvatelstva. Hlavní pás hotelů se rozprostírá v zálivu mezi městy Nesebar a Sveti Vlas. 
Ačkoliv letovisko původně sloužilo jako komunistická alternativa k středomořským letoviskům, dnes jsou jeho návštěvníci z větší části turisté z Velké Británie, Nizozemska či Skandinávie. Stále je však možné narazit i na turisty z České republiky, především však z Ruska. 
Pláž na Slunečném pobřeží je dlouhá 8 kilometrů a patří mezi nejoblíbenější pláže Bulharska. Jedná se o širokou pláž s jemným pískem a pozvolným vstupem do moře. Výhodou pro turisty je skutečnost, že pláž je přirozeně dělena na část vhodnou pro milovníky nočního života (jižní část) a na část vhodnou pro rodiny s dětmi (severní část u střediska Sveti Vlas). Zatímco v první delší části (5 km) se nachází nepřeberné množství barů, restaurací a diskoték, ve druhé části panuje ve večerních hodinách relativní klid.
Z nabídky volnočasových aktivit se zde najde téměř vše. Je tu např. široká nabídka vodních sportů, nejrůznějších skluzavek, tobogánů a akvaparků. Na několika místech na pláži může turista najít dokonce i písečné duny. Ale ani o další atrakce a krásy zde není nouze. Letovisko je propojeno turistickým vláčkem, který umožňuje snadnější poznávání celé přilehlé oblasti, a mezi ostatními letovisky funguje autobusová doprava do všech okolních letovisek.
Podle popisů z roku 2017 mělo i toto letovisko své vady na kráse. Před restauracemi obvykle postávali dotěrní „nahaněči“, nejbližší okolí komerčních a hotelových budov bylo obvykle nablýskané, ale veřejné prostranství zanedbané, o sezóně je byla hlava na hlavě - nic pro ty, kteří si chtějí odpočinout od ruchu velkoměst - a vedle moderních hotelů s vysokým standardem turista narazí i na starší hotely postavené ve stylu socialistické panelákové architektury. Rozlišit při koupi zájezdu mezi těmito hotely však nemusí být nic těžkého, stačí si jen dopodrobna prostudovat prospekty k zájezdu nebo se podívat na recenze hotelů.
Ani ceny nejsou oproti jiným letoviskům příliš nadsazené. Turista utratil např. v roce 2017 za pivo 3 leva (40 korun) a za dobré jídlo kolem 10 leva (přibližně 130 korun).